# Alpaida chickeringi
Alpaida chickeringi Levi, 1988 è un ragno appartenente alla famiglia Araneidae.

## Etimologia
Il nome della specie è in onore dell'aracnologo statunitense Arthur Chickering (1887-1974)

## Caratteristiche
L'olotipo femminile rinvenuto ha dimensioni: cefalotorace lungo 2,8mm, largo 2,1mm; il primo femore misura 3,1mm e la patella e la tibia circa 3,5mm.

## Distribuzione
La specie è stata rinvenuta in alcune località fra il Panama centrale ed il Brasile: la località panamense è l'isola di Barro Colorado, nel Lago Gatún, nel territorio della Provincia di Panama.

## Tassonomia
Al 2014 non sono note sottospecie e dal 1988 non sono stati esaminati nuovi esemplari.